# Glenwood, Missouri
Glenwood är en ort i Schuyler i delstaten Missouri, USA.